# Hudkräm

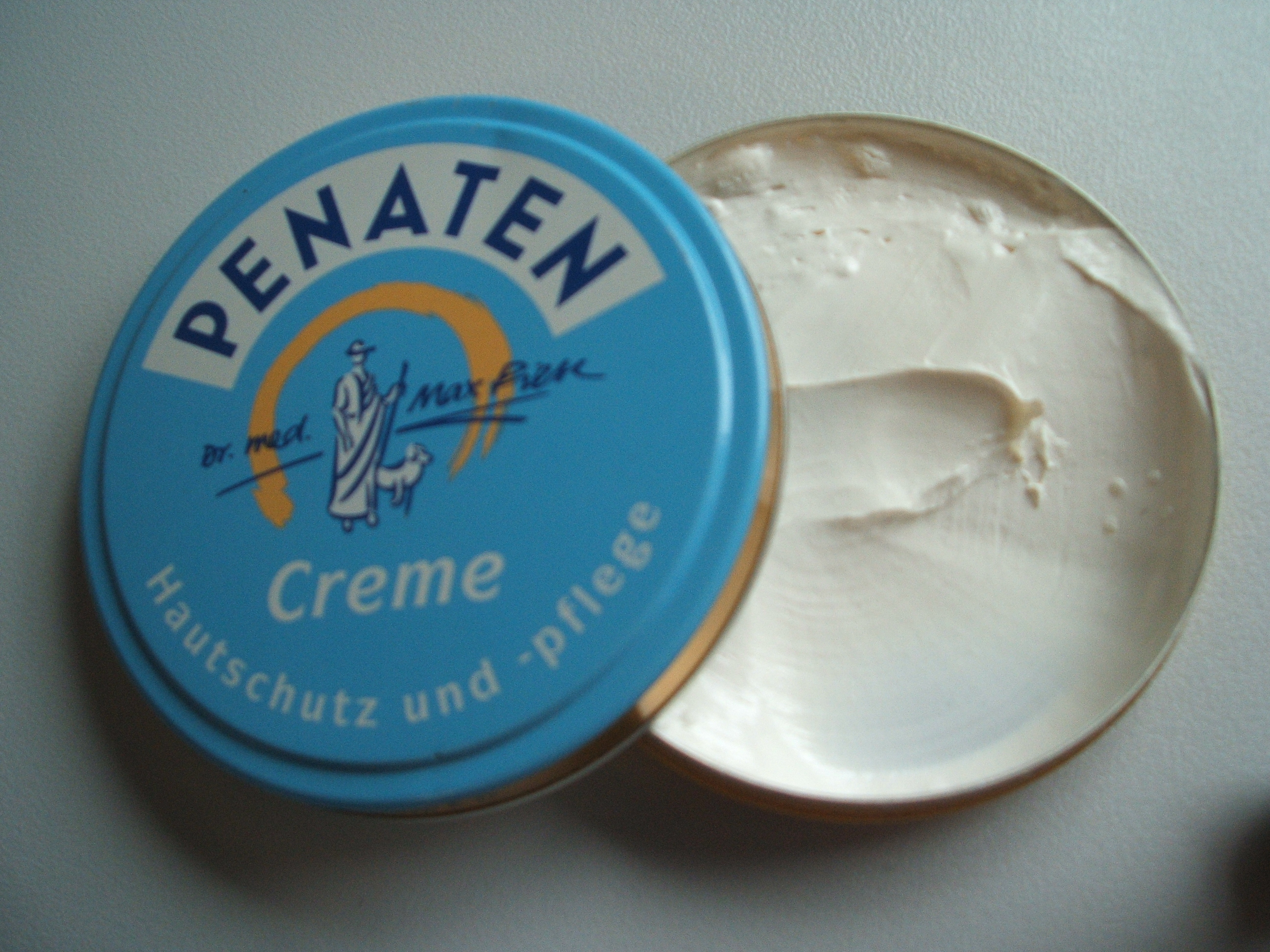
Hudkräm av Penaten

Hudkräm är ett preparat som appliceras på huden. Hudkräm kan vara läkemedel eller kosmetisk produkt. Hudkrämer har en mindre fast konsistens än salvor, men är fastare än lotioner.
Hudkrämer är halvfasta emulsioner, det vill säga blandningar av fetter/fettliknande ämnen och vatten.
Hudkrämer används för att vårda huden.